# Final Liberation: Warhammer Epic 40.000
Final Liberation ist ein rundenbasiertes Computer-Strategiespiel von Holistic Design. Es entstand im Auftrag des amerikanischen Publishers SSI und verwendet die Lizenz des Tabletop-Spiels Warhammer 40.000 von Games Workshop. Es erschien am 30. November 1997 für Windows.

## Spielprinzip
Das Spiel basiert auf der Epic-Variante des Warhammer-40k-Regelwerks. Der Spieler hat die Wahl zwischen einer Kampagne und einem Gefechtsmodus. Die Einzelspieler-Kampagne besteht aus einer Reihe von Missionen aus Sicht des menschlichen Imperiums mit dem Ziel, die Orkhorden vom Planeten Volistad zu vertreiben. Das Einheiten- und Waffenarsenal besteht aus Infanterie, gepanzerten Fahrzeugen und Flugeinheiten.
Im Gefechtsmodus kann der Spieler gegen mehrere menschliche oder computergesteuerte Gegner antreten. Das kann sowohl per Hot Seat oder LAN oder Online-Verbindung erfolgen. Hier stehen neben dem Imperium auch die Orks als Spielfraktion zur Auswahl.

## Rezeption
Final Liberation erhielt gemischte Wertungen (Gamerankings: 70,33 %).

„Imposant sind sie ja schon, die vierschrötigen Blechkolosse. Deren niedliche Darstellung macht den eigentlichen Reiz dieses Endzeit-Spektakels aus. Der etwas stereotype Spielverlauf dagegen kann mit der Tabletop-Vorlage nicht ganz mithalten: […] Daher bietet der insbesondere für Einsteiger geeignete Kriegshammer zwar eine ansprechende Optik, aber nur durchschnittliches Spielvergnügen.“